# NGC 7371
NGC 7371 is een balkspiraalstelsel in het sterrenbeeld Waterman. Het hemelobject werd op 28 november 1785 ontdekt door de Duits-Britse astronoom William Herschel.

## Synoniemen
- MCG -2-58-1
- NPM1G -11.0516
- PGC 69677